# Bejb Rut
Džordž Herman „Bejb” Rut mlađi (Baltimor, 6. februar 1895 – Menheten, 16. avgust 1948) bio je američki profesionalni igrač bejzbola čija je karijera u Glavnoj ligi bejzbola (MLB) trajala tokom 22 sezona, od 1914 do 1935. godine. Poznat pod nadimcima „Bambino” i „Sultan udarca” (eng. "the Sultan of Swat"), on je započeo svoju MLB karijeru kao levoruka zvezda, bacač za Boston Red Sokse, ali je ostvario svoju najveću slavu kao autfilder jakih udaraca za Njujorške jenkije. Rut je ostvario mnoge MLB rekorde udaranja palicom (i neke za bacanje), uključujući houm ranove karijere (714), bodove udarcom (RBIs) (2.213), šetanja (2.062), i niz drugih. Rut se smatra jednim od najvećih sportskih heroja u američkoj kulturi i mnogi ga smatraju najvećim igračem bejzbola svih vremena. Godine 1936, Rut je bio izabran u Bejzbolsku galeriju slavnih kao jedan od njenih „prvih pet” inauguralnih članova.

## Rane godine
Džodž Herman Rut ml. je rođen 1895. godine u 216 Emori strit u Pigtaunu u Baltimoru, Merilend. Rutovi roditelji, Katarina (devojački Šamberger) i Džordž Herman Rut stariji, bili su nemačkog porekla. Prema popisu stanovništva iz 1880. godine, njegovi roditelji rođeni su u Merilendu. Roditelji njegovog oca bili su iz Pruske i Hanovera. Rut stariji je imao niz poslova, među kojima su bili prodavac gromobrana i vozač tramvaja. Zatim je postao prodavac u porodičnom biznisu sačinjenom od kombinacije prodavnice prehrambenih proizvoda i salona u ulici Frederik. Džordž Rut mlađi je rođen u kući njegovog dede po majci, Pajusa Šambergera, nemačkog imigranta i sindikaliste. Samo jedno dete od njegovih sedmoro braće i sestara, njegova mlađa sestra Mejmi, preživelo je rano detinjstvo.
Mnogi detalji o Rutovom detinjstvu su nepoznati, uključujući datum venčanja njegovih roditelja. Kao dete, Rut je govorio nemački. Kad je Rut bio tek prohodao, porodica se preselila na adresu 339 Saut Vudjer strit, nedaleko od železničkih dvorišta; u vreme kada je imao šest godina, njegov otac je imao salon sa stanom na gornjem spratu na adresi 426 Vest Kamden strit.

## Literatura
- Appel, Marty (2012). Pinstripe Empire: The New York Yankees From Before the Babe to After the Boss. New York: Bloombury USA. ISBN 978-1-60819-492-6.
- Creamer, Robert W. (1992). Babe: The Legend Comes to Life (First Fireside изд.). New York: Simon & Schuster. ISBN 978-0-671-76070-0. Непознати параметар |orig-date= игнорисан (помоћ)
- Graham, Frank (1943). The New York Yankees: An Informal History. New York: G.P. Putnam's Sons. OCLC 1825210.
- James, Bill (2003). The New Bill James Historical Baseball Abstract (First Free Press trade paperback изд.). New York: Free Press. ISBN 978-0-7432-2722-3. Непознати параметар |orig-date= игнорисан (помоћ)
- Montville, Leigh (2006). The Big Bam: The Life and Times of Babe Ruth. New York: Broadway Books. ISBN 978-0-7679-1971-5.
- Neyer, Rob (2000). Rob Neyer's Big Book of Baseball Blunders. New York: Fireside Books. ISBN 978-0-7432-8491-2.
- Pietrusza, David (1998). Judge and Jury: The Life and Times of Judge Kenesaw Mountain Landis. South Bend, Indiana: Diamond Communications. ISBN 978-1-888698-09-1.
- Reisler, Jim (2004). Babe Ruth: Launching the Legend. New York: McGraw-Hill. ISBN 978-0-07-143244-3.
- Sherman, Ed (2014). Babe Ruth's Called Shot: The Myth and Mystery of Baseball's Greatest Home Run. Guilford, Connecticut: Lyons Press. ISBN 978-0-7627-8539-1.
- Smelser, Marshall (1975). The Life That Ruth Built. New York: Quadrangle/New York Times Book Co. ISBN 978-0-8129-0540-3.
- Spatz, Lyle; Steinberg, Lyle (2010). 1921: The Yankees, The Giants, & The Battle For Baseball Supremacy in New York. Lincoln, Nebraska: University of Nebraska Press. ISBN 978-0-8032-3999-9.
- Stout, Glenn (2016). The Selling of the Babe: The Deal That Changed Baseball and Created a Legend. Thomas Dunne Books. ISBN 978-1250064318.
- Stout, Glenn (2002). Yankee Century: 100 Years of New York Yankees Baseball. New York: Houghton Mifflin Company. ISBN 978-0-618-08527-9.
- Wagenheim, Kal (1974). Babe Ruth: His Life and Legend. New York: Praeger Publishers. ISBN 978-0-275-19980-7.
- Wray, John. "George Sisler Is Better All-Round Player Than Babe Ruth, Says Rickey". The Claremore Messenger (May 9, 1919), p. 4
- Ruth, Babe; as told to Westbrook Pegler (uncredited). „Ruth, As a Kid, Learns to Play in Any Position”. Архивирано из оригинала 21. 08. 2017. г. Приступљено 28. 09. 2019.. The Chicago Tribune. August 9, 1920.
- Reid, Sidney (1920). „Meet the American Hero! An Interview With Babe Ruth”. 1920. 103 (3732): 170—171.. pp. 170-171 and 192-194.
- Goewey, Edwin (1921). „What Babe Has Done to Baseball”. Leslie's Weekly. 133 (3430): 128—129.. pp. 128-129 and 142.
- Fullerton, Hugh (1921). „Why Babe Ruth is Greatest Home-Run Hitter”. Popular Science Monthly. 99 (4): 19—21.. pp. 19-21 and 110.
- Britt, Raymond (август 1922). „On the Sidelines: Another Popular Idol Upset by the Public Who Made Him”. Outing. 80 (5)..
- Broun, Heywood (12. 8. 1922). „Cutting the Heart of the Plate”. Judge. 82 (2128)..
- Salsinger, H.D (1922). „When 'Babe' Ruth Was Beaten by John McGraw”. Literary Digest.. Literary Digest. December 2, 1922. pp. 57–61.
- Chadwick, George. "Ban Johnson Bans Babe Ruth Bludgeon". The Delmarvia Star. August 19, 1923.
- Crump, Irving (јун 1927). „The Power Behind Babe Ruth's Big Bat: Artie McGovern Tells His Training Secrets”. Boys' Life.. Boys' Life. June 1927.
- Gould, Alan J. (AP). "Colorful Batting Duel Between Gehrig and Babe Ruth Gets Fans Excited". The San Pedro Daily News. July 5, 1927.
- Albelli, A.A (март 1928). „Babe Ruth's Homerun Secrets”. Popular Mechanics.. Popular Mechanics. March 1928.
- Associated Press. "'My Final Year as a Regular,' Says Babe Ruth: Home Run King Wants Job as Manager". The Chicago Tribune. August 11, 1934.
- Brietz, Eddie (AP). "Three Major League Clubs After Ruth: Babe Wanted as Assistant to Managers". The St. Petersburg Independent. December 14, 1934.
- Utley, William. "Unemployment Problem Solved; Babe Finds Job". The Palouse Republic. March 29, 1935.
- Abrams, Al. "Sidelights on Sports". The Pittsburgh Post-Gazette. May 27, 1935.
- Feder, Sid (AP). "Ruth and Stars Steal Show at Benefit Tussle". The Gettysburg Times. August 27, 1943.
- Meier, Ted (AP). "Babe Ruth May Return to Bat". The Prescott Courier. June 9, 1944.
- Associated Press. "Baseball Pays Tribute to Babe Ruth Tomorrow". The Nashua Telegraph. April 26, 1947.
- Mosher, Jeff. "Playing Square: Ruth's Holdout Sieges Here In Sunshine City Made Baseball History". The St. Petersburg Independent. August 17, 1948
- Smith, Ellen (7. 3. 1983). „Where They Lived”. New York Magazine.. New York Magazine. March 7, 1983.
- Seelhorst, Mary (јун 2003). „PM People: Babe Ruth”. Popular Mechanics.. Popular Mechanics. June 2003.
- Meany, Tom (1947). Babe Ruth: The Big Moments of the Big Fella. New York: A.. S. Barnes.
- Hoyt, Waite (1948). Babe Ruth As I Knew Him. New York: Dell Publishing.
- Leavy, Jane. (2018). The Big Fella: Babe Ruth and the World He Created. Harper. ISBN 978-0-0623-8022-7.
- Peluso, Ralph (2014). 512. Missouri: Solstice Publishing. ISBN 978-1625261342.
- Ruth, Babe; Considine, Tom (1948). The Babe Ruth Story. New York: E.. P. Dutton.
- Ruth, Babe; Cobb, William R. (2011). Ruth, Babe; Cobb, William R.; Dickson, Paul (јануар 2011). Playing the Game: My Early Years in Baseball. Courier Corporation. ISBN 978-0-486-47694-0.. Minneola, NY: Dover Publications. .

## Spoljašnje veze
- Bejb Rut na veb-sajtu  (језик: енглески)
- Babe Ruth na sajtu  (jezik: engleski)
- Bejb Rut na sajtu  (jezik: engleski)